# (6178) 1986 DA
(6178) 1986 DAは、アモール群に属する直径2.3km程のM型小惑星である。他の小惑星と比べ、著しくレーダーの反射率が高いことで知られている。その軌道は地球の外側から火星を横断して小惑星帯へと至っている。
1986 DAの反射率を表すアルベドは、可視光では0.14であるのに対して、レーダーでは0.58にもなる。この観測結果は、この小惑星がニッケルと鉄から構成されていることを示唆している。その組成から、この小惑星が元々はより巨大な天体の融解して分化が進んだコア付近に位置しており、それが破壊されて誕生したものであることが推測される。
地球の低軌道から1986 DAに到達するには、7.1 km/sのΔVが必要である。
1986 DAに存在する金属の量は、鉄100億トンとニッケル10億トンに加え、金が1万トンにプラチナが10万トン（研究が発表された1991年当時で時価900億ドルと1兆ドルに相当）に上るとも言われており、その資源価値が注目されている。